# Juan de Dios Ramírez Perales
Juan de Dios Ramírez Perales, né le 8 mars 1969 à Mexico au Mexique, est un footballeur international mexicain. 

## Carrière

### Joueur
- 1988-1994 : Pumas UNAM -  Mexique
- 1994-1995 : CF Monterrey -  Mexique
- 1995-1996 : Toros Neza -  Mexique
- 1996-2000 : CF Atlante -  Mexique
- 2000 : Chivas de Guadalajara -  Mexique
- 2001 : Pumas UNAM -  Mexique
- 2001 : CD Irapuato -  Mexique
- 2002 : Veracruz -  Mexique

### En équipe nationale
49 sélections et 0 but avec  Mexique entre 1991 et 1995.

## Palmarès

### En club
- Avec Pumas UNAM :
  - Champion du Mexique en 1991.